# Pimmalione

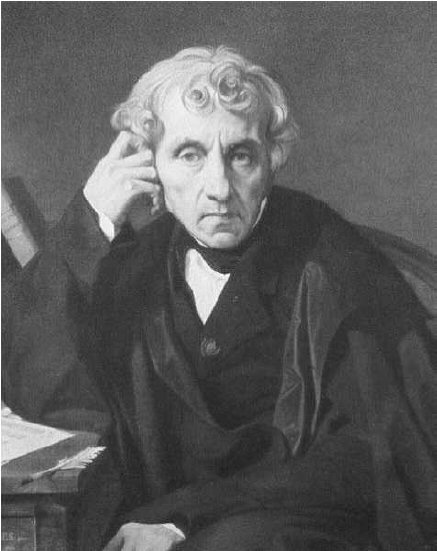
Luigi Cherubini

Pimmalione (Pygmalion) är en opera i en akt med musik av Luigi Cherubini, första gången uppförd på Théâtre des Tuileries i Paris den 30 november 1809. Librettot är en bearbetning av Stefano Vestris av Antonio Simone Sografis italienska översättning av den text som Jean-Jacques Rousseau skrev till sitt scène lyrique Pygmalion (1770). Den bygger på den klassiska legenden om skulptören Pygmalion. 
Pimmalione beställdes speciellt av kejsare Napoleon I för att visa talangen hos två av hans favoritsångare, den berömde 
to show off the talents of two of his favourite singers, the famous kastratsångaren Girolamo Crescentini och kontraalten Giuseppina Grassini (som hade varit Napoleons älskarinna). Operan framfördes vid en privat föreställning i kejsarens palats. Napoleon var förtjust med operan och erbjöd Cherubini en större summa pengar och en beställning på ett annat verk. 

## Personer
| Roller                 | Stämma                | Premiärbesättning 1 september 1810 |
| ---------------------- | --------------------- | ---------------------------------- |
| Pimmalione (Pygmalion) | sopran kastratsångare | Girolamo Crescentini               |
| Galatea                | sopran                | Louise Augustine Hymm              |
| Venere (Venus)         | kontraalt             | Giuseppina Grassini                |
| Amore (Cupido)         | gossopran             | Carlo Vestris                      |

## Handling
Skulptören Pygmalion förälskar sig i sitt egen verk, en staty av Galatea. Han ber till gudarna Venus och Cupido att befria honom från passionen. Medan an sover blir Galatea levande, dansar och förälskar sig i Pygmalion. De firar sitt bröllop i Venus palats.